# Roger Cayzelle
 (juillet 2011).
Si vous disposez d'ouvrages ou d'articles de référence ou si vous connaissez des sites web de qualité traitant du thème abordé ici, merci de compléter l'article en donnant les références utiles à sa vérifiabilité et en les liant à la section « Notes et références ».
Roger Cayzelle, né le 22 décembre 1947 à Mayence (Allemagne), est un socioprofessionnel lorrain membre de la CFDT. Ancien instituteur, ancien Président du Conseil économique social et environnemental de Lorraine, il préside actuellement l'Institut de la Grande Région.

## Biographie
Roger Cayzelle est né à Mayence (à l'époque zone d'occupation française en Allemagne) d'une mère allemande et d'un père français administrateur civil. Arrivé à Metz avec sa famille à l’âge de 11 ans, Roger Cayzelle devient instituteur en 1967 à Moulins-lès-Metz, puis à Herny en Moselle. En 1969, il est conseiller pédagogique à Djibouti, en Afrique. De retour en Lorraine, il enseigne à Lessy (Moselle) de 1972 à 1975, puis est muté de 1975 à 1977 à l’École alsacienne de Paris. En 1977, il prend en charge des classes dans un quartier difficile de Woippy, dans la proche banlieue de Metz. Tout au long de sa carrière d’instituteur, il s’intéressera aux méthodes d’enseignement alternatives comme la pédagogie Freinet.[réf. nécessaire]
C’est en 1977 que Roger Cayzelle intègre la CFDT, en tant que responsable lorrain des instituteurs.[réf. nécessaire] En 1985, il prend les fonctions de secrétaire général de la CFDT Moselle, puis devient à ce titre membre du Conseil économique et social de Lorraine, au sein du 2e collège (syndicats de salariés). Il intègre en 1990 le Bureau national de la CFDT aux côtés de Nicole Notat. Il est désigné la même année secrétaire général de la CFDT Lorraine, fonction qu’il exercera jusqu’en juin 2001.
Élu à la présidence du CES Lorraine en novembre 2001, Roger Cayzelle sera largement reconduit dans son mandat en 2007, puis en 2013 en obtenant 84 % des voix. Il a présidé la seconde Assemblée régionale de Lorraine, devenue, depuis 2010, CESE (Conseil économique social et environnemental de Lorraine) jusqu'au 31 décembre 2015.
Au nom de son engagement en faveur du renforcement des collaborations entre la Lorraine et le Luxembourg, Roger Cayzelle s'est vu remettre en octobre 2010 les insignes d'officier dans l'ordre de Mérite du Grand-Duché de Luxembourg. En avril 2012, il est nommé chevalier de la Légion d'honneur au titre de la promotion de Pâques. En novembre 2015, il reçoit la médaille d'or du Mérite européen.
Il est actuellement Président de l'Institut de la Grande Région, un réseau transfrontalier regroupant des adhérents issus de Wallonie, Luxembourg, Sarre, Rhénanie-Palatinat et Lorraine.
Il est président de la radio RCF57 depuis le 12 juin 2019

## Publications
Roger Cayzelle est l’auteur de trois ouvrages dans lesquels il livre aux lecteurs sa vision de la Lorraine, région de cœur et d’adoption.
- La Lorraine en face[8], Mettis Éditions, 2009
- La Lorraine de A à Z[9], Éditions Serpenoise (illustrations : André Botella), 2011
- Chroniques lorraines[10], Éditions Serpenoise (illustrations : André Botella), 2013
- La Lorraine sans frontières, Indola Éditions, 2017